# باري ماكلولين
باري ماكلولين (بالإنجليزية: Barry McLaughlin)‏ (19 أبريل 1973 في المملكة المتحدة - ) هو لاعب كرة قدم بريطاني في مركز الدفاع. لعب مع نادي سانت ميرين ونادي كيلمارنوك ونادي آير يونايتد.

## وصلات خارجية
- باري ماكلولين على موقع قاعدة بيانات كرة القدم.إي يو (الإنجليزية)